# کوه سینت پیتر
کوه سنت پیتر (به هلندی: Sint-Pietersberg) یک منطقهٔ مسکونی در هلند است که در ماستریخت واقع شده‌است. کوه سنت پیتر ۱۷۱ متر بالاتر از سطح دریا واقع شده‌است.